# Royalton, Minnesota
Royalton är en ort i Benton County, och Morrison County, i Minnesota. Vid 2010 års folkräkning hade Royalton 1 242 invånare.